# غورميهار كاور
غورميهار كاور هي ناشطة طلابية هندية ومؤلفة. تتابع منذ عام 2019 دراستها للحصول على درجة الماجستير من كلية سومرفيل، جامعة أكسفورد. تشغل أيضًا منصب سفيرة «بطاقات بريدية من أجل السلام»، وهي منظمة خيرية مقرها المملكة المتحدة تساعد في القضاء على أي شكل من أشكال التمييز.
سُلط الضوء على غورميهار كاور في أثناء مشاركتها في حملة «أنقذوا جامعة دلهي» في أعقاب اشتباكات فبراير عام 2017 في كلية رامجاس بجامعة دلهي بين أعضاء اتحاد طلاب الهند العام ومجلس الطلاب الهنود جميعًا، حين دُعي عمر خالد وشهلا رشيدة شورا الطالبان بجامعة جواهر لال نهرو لحضور ندوة في الحرم الجامعي. ظهرت قبلها في الأخبار بسبب فيديو نشرته.
في أكتوبر عام 2017، استخدمت مجلة التايم عبارة «مقاتلة لأجل حرية التعبير» في وصفها كاور مدرجةً إياها ضمن قائمة «قادة الجيل القادم العشرة» لعام 2017. ألفت كتابًا بعنوان أعمال الحرية الصغيرة، عبارة عن مذكرات، نشرته بنغوين راندوم هاوس في يناير عام 2018. ظهرت أيضًا متحدثةً في مبادرة هارفارد بين الولايات المتحدة والهند التي عُقدت في نيودلهي في يناير عام 2018.

## نشأتها
وُلدت غورميهار كاور لراجفيندر كاور والنقيب مانديب سينغ في جالاندار. أكملت تعليمها في مدرسة هارفست الدولية، لوديانا. كان والدها، مانديب سينغ، أحد أفراد الجيش الهندي السبعة الذين استشهدوا في الساعة الواحدة والربع صباحًا بالتوقيت المحلي للهند بعد أن هاجم إرهابيون معسكرًا للبنادق الوطنية في جامو وكشمير في السادس من أغسطس عام 1999. حصلت كاور على شهادة البكالوريوس في الأدب من كلية ليدي شري رام للبنات.
في سبتمبر عام 2019، التحقت بكلية سومرفيل، جامعة أكسفورد، وهي تسعى للحصول على الماجستير في دراسات جنوب آسيا الحديثة.

## الخلافات

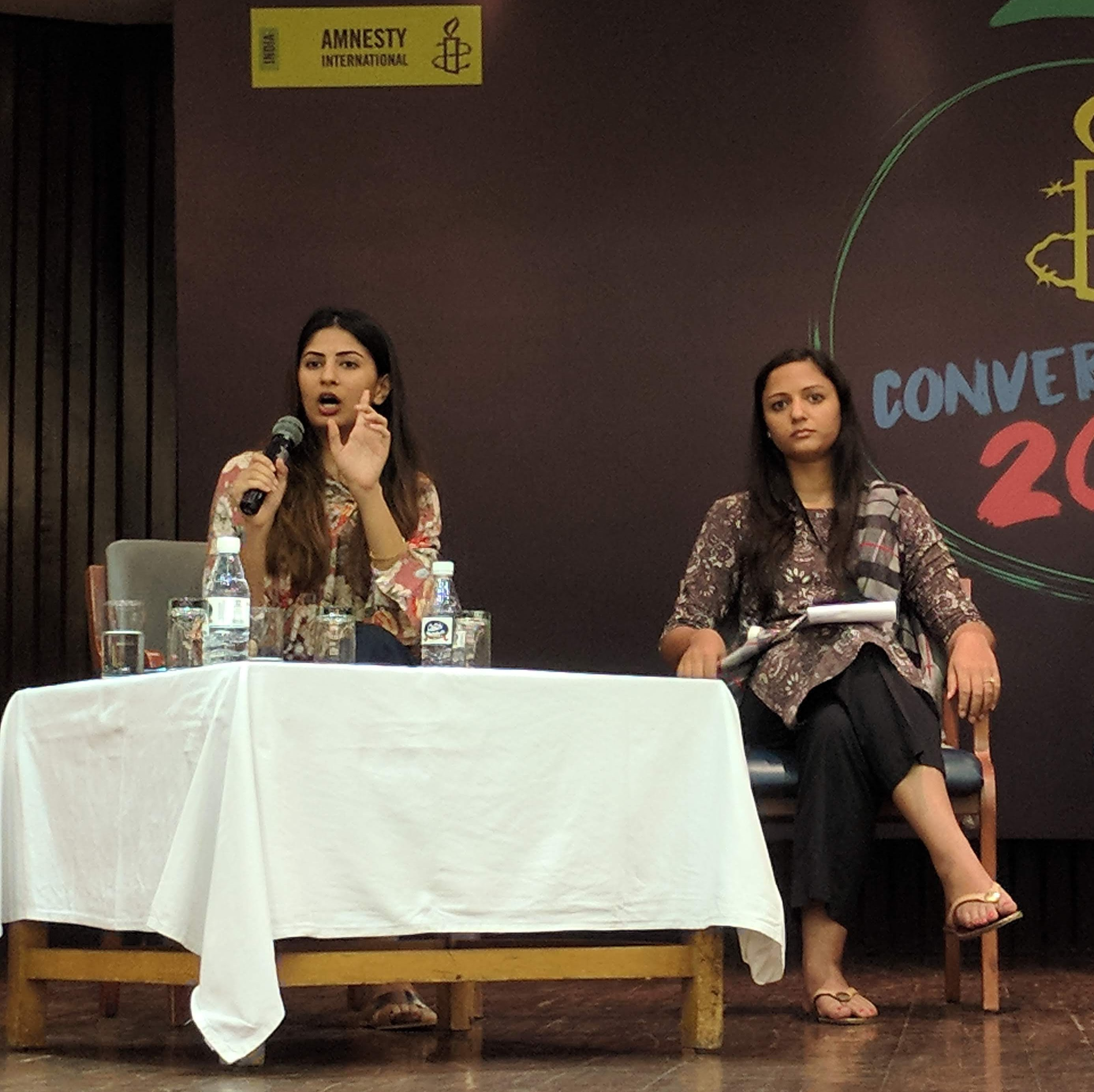
غورميهار كاور في فعالية لمنظمة العفو الدولية في نيودلهي

### فيديو رسالة السلام الهندية الباكستانية
في الثامن والعشرين من أبريل عام 2016، نشرت الصفحة الرسمية لرام سوبرامانيان «صوت رام» على موقع فيسبوك فيديو تظهر فيه غورميهار كاور. حمّلت رام سوبرامانيان الفيديو على موقع يوتيوب أيضًا. دشنت غورميهار كاور حملة في أبريل عام 2016 تحت هاشتاغ #بروفايل فور بيس (ملف شخصي لأجل السلام)، مشككةً في كفاءة القيادة الهندية والباكستانية في الفيديو، داعيةً إلى «سلام» بين الهند وباكستان. وصفت نفسها بأنها «جندي لأجل السلام» تقاتل ضد الحرب.
انتشر الفيديو في فبراير عام 2017، بعد أن تقدمت غورميهار برسالة على وسائل التواصل الاجتماعي ضد أعضاء مجلس الطلاب الهنود جميعًا في جامعة دلهي، وهو اتحاد طلابي ينتمي إلى سانغ باريفار. اجتذب الفيديو الكثير من الجدل والسخرية، ولا سيما جملة: «باكستان لم تقتل والدي، الحرب قتلته».
في عام 2017، علق كيرين ريجيجو، وزير الدولة للشؤون الداخلية في الهند، على مقطع الفيديو الخاص بها قائلًا: «إن بعض القوى السياسية تقف وراء أقوالها (مفسدةً عقول الطلبة)». نشر لاعب الكريكيت السابق فيندر سيهواج صورة يقول فيها: «لم أحقق إنجاز الثلاثمئة جرية في جولة واحدة، بل حققه مضربي».علق جافيد أختر على هذه القضية شانًّا هجومًا مضادًا على كل من كانوا ضد غورميهار.
بدأت والدة غورميهار بدعم ابنتها، إذ أوضحت أنه «يجب أن يُنظر إلى رسالتها في الفيديو من منظور أوسع. ما أرادت قوله حقًا هو أن الحرب دائمًا ما تجلب الدمار. لم أرد لها أبدًا أن تنظر إلى الشعب الباكستاني أو أي بلد آخر بكراهية. إن الأوضاع هي ما تجعل الناس يقتلون بعضهم خلال حرب».

### حملة أنقذوا جامعة دلهي
بدأت غورميهار حملة أنقذوا جامعة دلهي ضد منظمة مجلس الطلاب الهنود جميعًا في فبراير عام 2017، عارضت فيها العنف الذي اندلع في حرم كلية رامجاس بعد إلغاء ندوات عمر خالد وشهلا رشيدة شورا بسبب احتجاج مجلس الطلاب الهنود جميعًا. تلقت تهديدات بالقتل والاغتصاب لبدءها الحملة، ثم تركتها.

## مؤلفاتها
- أعمال الحرية الصغيرة (2018)، بنغوين راندوم هاوس
- الشباب والقلق (الشباب والسياسات في الهند) (2019)، كتب بنغوين

## وصلات خارجية
- Gurmehar Kaur - Ted Talk - The Power and the Risk of raising your voice.